# Double Gloucester
Double Gloucester is een middelharde kaas afkomstig uit het Engelse graafschap Gloucestershire.

## Geschiedenis
Double Gloucester is ontstaan in de 15-16e eeuw in Gloucester, Engeland. Deze kaas werd oorspronkelijk gemaakt van ongepasteuriseerde koeienmelk van de lokale Gloucester Cattle (een rundersoort die bijna is uitgestorven).

## Bijzonderheden
- Er bestaat ook single Gloucester.
- De kaas wordt gekleurd met de bloemen van gele walstro.
- Double Gloucester wordt gebruikt voor Cooper's Hill Cheese-Rolling and Wake.
- Veel Double Gloucester dat verkocht wordt in supermarkten, wordt speciaal gemaakt voor de supermarkt en is vaak niet afkomstig uit Gloucester.[4]

## Herkomst naam
Er zijn een aantal theorieën over de herkomst van de naam:
- De kaas zou gemaakt zijn van een mengsel van ochtend- en avondmelk.
- De melk zou tweemaal gekarnd zijn, voordat er kaas van gemaakt werd.
- Een "wiel" double zou tweemaal zo hoog zijn als een wiel "single".